# Téén
Téén ist eine Sprache, die in den westafrikanischen Staaten Elfenbeinküste und Burkina Faso gesprochen wird, ihre Sprecher sind die Ténbó.
Téén zählt zu den Gur-Sprachen, die Sprecherzahl wird für die Elfenbeinküste mit 6.100, für Burkina Faso mit 2.000 angegeben. Das Siedlungsgebiet in Burkina Faso befindet sich in der Provinz Poni in Kampti.